# Kasim Nuhu
Kasim Adams Nuhu, né le 22 juin 1995 à Accra, est un footballeur international ghanéen évoluant au poste de défenseur central.

## Carrière
En 2017, il est prété par le RCD Majorque au BSC Young Boys.
Kasim Nuhu rejoint les Young Boys en juin 2016 dans le cadre d'un prêt de deux saisons,. Il gagne très vite la confiance du coach, Adi Hütter et devient une pièce importante dans l'équipe. A la fin de son prêt il est transféré définitivement aux BSC Young Boys pour un contrat de 4 ans, soit jusqu'en été 2021.
Le 25 juillet 2018, il quitte le BSC Young Boys pour rejoindre le TSG Hoffenheim, il découvre la Bundesliga. En août 2019, il prêté par le club au Fortuna Düsseldorf pour une saison.
En juillet 2022, il est prêté par le TSG Hoffenheim au FC Bâle jusqu'en juin 2023, il retourne jouer dans le championnat suisse (Super League).
En août 2024, il rejoint le Servette FC pour une année avec une saison supplémentaire en option. Début juin 2025, il quitte le club genevois après la fin de son présent contrat,.

## Statistiques
| Saison                | Club                      | Championnat           | Championnat | Championnat | Coupe(s) nationale(s) | Coupe(s) nationale(s) | Compétition(s) continentale(s) | Compétition(s) continentale(s) | Compétition(s) continentale(s) | Total | Total |
| Saison                | Club                      | Division              | M.          | B.          | M.                    | B.                    | Comp.                          | M.                             | B.                             | M.    | B.    |
| 2014-2015             | RCD Majorque              | Liga BBVA             | 20          | 2           | 0                     | 0                     | -                              | -                              | -                              | 20    | 2     |
| 2015-2016             | RCD Majorque              | Liga BBVA             | 6           | 0           | 0                     | 0                     | -                              | -                              | -                              | 6     | 0     |
| Sous-total            | Sous-total                | Sous-total            | 26          | 2           | 0                     | 0                     | -                              | 0                              | 0                              | 26    | 2     |
| 2016-2017             | Young Boys (prêt)         | Super League          | 18          | 0           | 2                     | 0                     | C3                             | 4                              | 0                              | 24    | 0     |
| 2017-2018             | Young Boys                | Super League          | 32          | 2           | 5                     | 1                     | C3                             | 8                              | 0                              | 45    | 3     |
| Sous-total            | Sous-total                | Sous-total            | 50          | 2           | 7                     | 1                     | -                              | 12                             | 0                              | 69    | 3     |
| 2018-2019             | TSG Hoffenheim            | Bundesliga            | 13          | 0           | 1                     | 0                     | C1                             | 2                              | 0                              | 16    | 0     |
| 2020-2021             | TSG Hoffenheim            | Bundesliga            | 10          | 0           | 2                     | 0                     | C3                             | 4                              | 0                              | 16    | 0     |
| 2021-2022             | TSG Hoffenheim            | Bundesliga            | 3           | 0           | -                     | -                     | -                              | -                              | -                              | 3     | 0     |
| Sous-total            | Sous-total                | Sous-total            | 26          | 0           | 3                     | 0                     | -                              | 6                              | 0                              | 35    | 0     |
| 2019-2020             | Fortuna Düsseldorf (prêt) | Bundesliga            | 13          | 1           | 2                     | 1                     | -                              | -                              | -                              | 15    | 2     |
| Sous-total            | Sous-total                | Sous-total            | 13          | 1           | 2                     | 1                     | -                              | 0                              | 0                              | 15    | 2     |
| 2022-2023             | FC Bâle (prêt)            | Super League          | 28          | 1           | 3                     | 1                     | C4                             | 15                             | 1                              | 46    | 3     |
| Sous-total            | Sous-total                | Sous-total            | 28          | 1           | 3                     | 1                     | -                              | 15                             | 1                              | 46    | 3     |
| Total sur la carrière | Total sur la carrière     | Total sur la carrière | 143         | 6           | 14                    | 3                     | -                              | 32                             | 1                              | 189   | 10    |

## Palmarès
BSC Young Boys (1)
- Championnat de Suisse :
  - Vice-champion :  2017
  - Champion :  2018